# Славешинка
Словешинка, Валавський канал — річка в Білорусі, у Єльському районі Гомельської області. Права притока Бативлі (басейн Прип'яті).

## Опис
Довжина річки 27 км., похил річки — 0,55 м/км. Площа басейну 249 км².

## Розташування
Бере початок на заході від Медведного. Тече переважно на північний схід через Валавськ і впадає у річку Бативлю, ліву притоку Словечної.